# Jiang'an (Yibin)
Jiang'an (en chino, 江安; pinyin, Jiāng'ān (escuchar)ⓘ) es un condado  bajo la administración directa de la Prefectura Yibin en la Provincia de Sichuan, República Popular China. Su área es de 894 km² y su población total para 2010 superó los 400 mil habitantes. 

## Administración
Desde diciembre de 2019, el  Condado Jiang'an se divide en 14 pueblos administrados en poblados.

## Toponimia
El topónimo Jiang'an [/Chiáng-án/] aparece en el año 598 en la dinastía Sui. Según el Diccionario de los origenes de los topónimos de China (中国地名由来词典) combina los nombre de los condados Jiangyang (江阳) y Han'an (汉安县) cuando se fusionaron en uno solo.